# GNU C Library

A GNU C Library é um wrapper em torno das chamadas do sistema do núcleo Linux

A GNU C Library, ou glibc, é a biblioteca padrão do C do projeto GNU.  É software livre e é distribuída sob a GNU Lesser General Public License. O principal contribuidor e mantenedor é Ulrich Drepper.
Além de prover as funcionalidades exigidas por Unix98, Single UNIX Specification, POSIX (1c, 1d, e 1j) e algumas das exigidas pela ISO C99, Glibc também provê extensões usadas durante o desenvolvimento GNU.
Glibc é também usada em sistemas que rodam diferentes núcleos e diferentes arquiteturas de hardware.  É mais comumente utilizada em sistemas Linux em arquiteturas x86, mas a lista de hardware suportado também: Motorola 680x0, DEC Alpha, PowerPC, ARM, ETRAX CRIS, MIPS, s390 e SPARC. Suporta oficialmente os núcleos Hurd e Linux, embora existam versões que trabalhem em kernels de FreeBSD e NetBSD (a partir dos quais GNU/kFreeBSD e GNU/kNetBSD são construídos, respectivamente). É também usado (em uma forma editada) como o libroot do BeOS e também do Haiku.

## libc6
A versão 2 da Glibc vem sendo chamada pelos usuário de Linux pelo nome libc6, porque ela substituiu a Linux C library, que era originada de uma glibc mais antiga. Este nome é menos comum atualmente; entretanto, glibc em sistemas Linux continua a utilizar libc.so.6 e alguns sistemas de gerência de pacotes continuam a chamar pelo nome libc6.